# Urząd Hörnerkirchen
Urząd Hörnerkirchen (niem. Amt Hörnerkirchen) – urząd w Niemczech w kraju związkowym Szlezwik-Holsztyn, w powiecie Pinneberg. Siedziba urzędu znajduje się w mieście Barmstedt.
W skład urzędu wchodzą cztery gminy:
1. Bokel
2. Brande-Hörnerkirchen
3. Osterhorn
4. Westerhorn